# ينبوع معدني

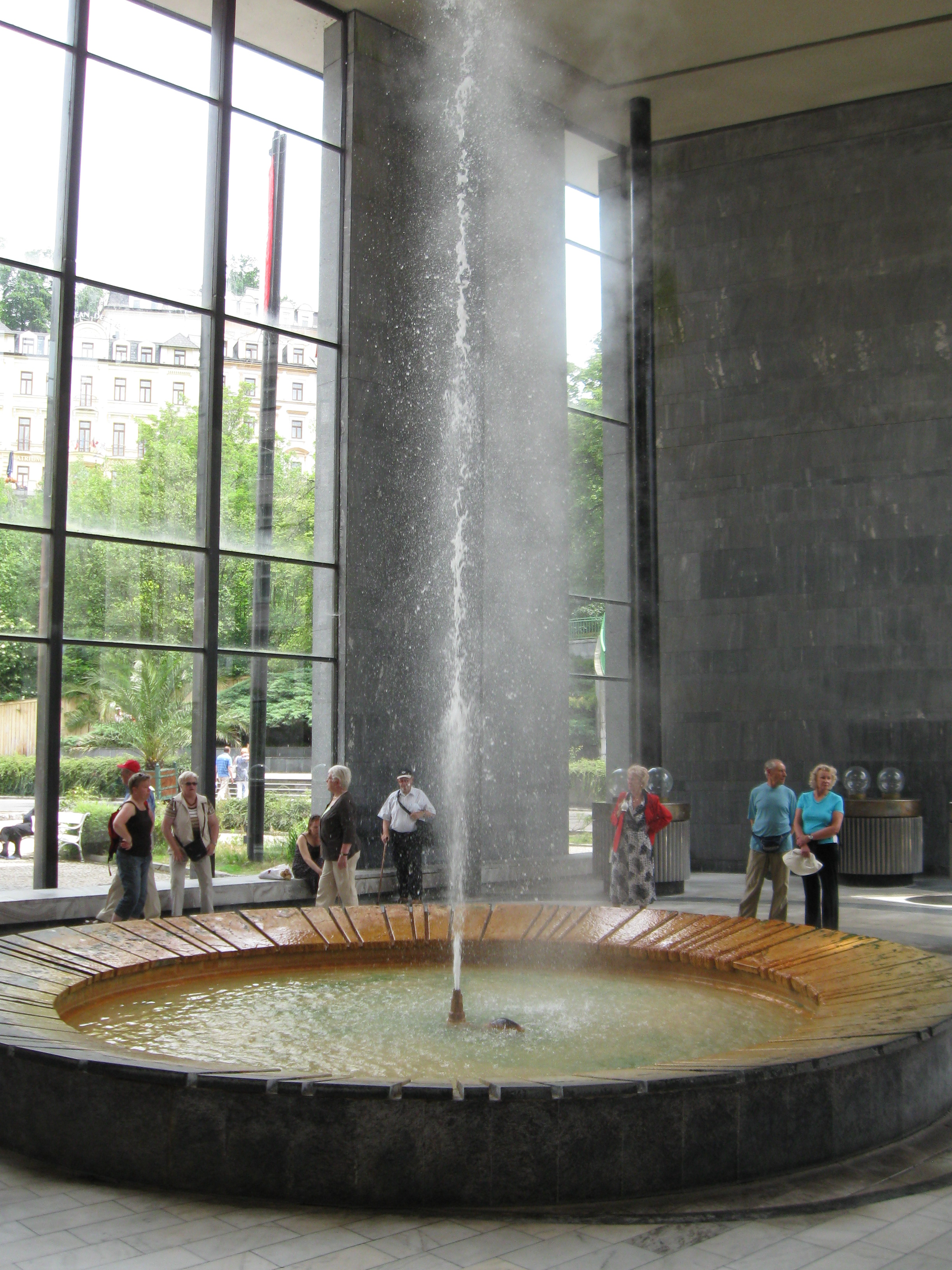
نبع معدني في جمهورية التشيك

الينابيع المعدنية عبارة عن ينابيع تعطي مياه حاوية على معادن بنسبة أكبر من المياه العادية، مما يؤثر على مذاقها. يمكن أن تحوي هذه المياه أيضاً على أملاح وغازات منحلة والتي دخلت في تكوين الماء أثناء رشوحه من جوف الأرض.
إن المياه المعدنية المستحصل عليها من الينابيع المعدنية لها أهمية علاجية كما أن لها أهمية تجارية، لذلك تقام المنتجعات السياحية عادة حول أماكن هذه الينابيع.

## أنواع
لقرون عديدة، في أوروبا وأمريكا الشمالية وأماكن أخرى، قام المؤيدون التجاريون للينابيع المعدنية بتصنيفها وفقًا للتركيب الكيميائي للمياه المنتجة ووفقًا للفوائد الطبية التي يُفترض أنها تعود من كل منها:
- احتوت الينابيع الزرنيخية على الزرنيخ

- احتوت مياه ليثيا سبرينغز على أملاح الليثيوم.

- نوابض الشب تحتوي على الشب.

## التصنيف
تصنف الينابيع المعدنية حسب تركيب المياه التي تعطيها إلى
- ينابيع الليثيوم، والتي تسمى ينابيع الليثيا Lithia، وهي تحوي على أملاح الليثيوم.
- ينابيع شالابيات Chalybeate، والتي تحوي على أملاح الحديد.
- ينابيع الألومنيوم، وتسمى ينابيع ألوم Alum، وهي تحوي أملاح الألومنيوم.
- ينابيع كبريتية، وهي التي تحوي في تركيبها على أملاح الكبريت.
- الحِمَام، وهي ينابيع المياه الساخنة.